# If You Can’t Give Me Love
If You Can’t Give Me Love (englisch für „Wenn du mir keine Liebe geben kannst“) ist ein Lied der US-amerikanischen Rocksängerin Suzi Quatro, das im Februar 1978 erschien.

## Entstehung und Veröffentlichung
Getextet, komponiert und produziert wurde das Lied gemeinsam von Mike Chapman und Nicky Chinn, auch bekannt als Autorenduo ChinniChap.
Die Erstveröffentlichung von If You Can’t Give Me Love erfolgte als Single am 24. Februar 1978 bei RAK Records. Diese erschien als 7″-Single mit der B-Seite Cream Dream (Katalognummer: 271). In den Vereinigten Staaten erschien die Single im Folgejahr mit der B-Seite Non-Citizen (Katalognummer: RS 929). Am 14. Juli 1978 erschien das Lied als Teil von Quatros fünften Studioalbum If You Knew Suzi… (Katalognummer: SRAK 532).

## Kommerzieller Erfolg

### Chartplatzierungen
| ChartsChartplatzierungen       | Höchstplatzierung | Wochen/ Monate |
| ------------------------------ | ----------------- | -------------- |
| Deutschland (GfK)              | 5 (23 Wo.)        | 23 Wo.         |
| Österreich (Ö3)                | 9 (4 Mt.)         | 4 Mt.          |
| Schweiz (IFPI)                 | 4 (15 Wo.)        | 15 Wo.         |
| Vereinigte Staaten (Billboard) | 45 (8 Wo.)        | 8 Wo.          |
| Vereinigtes Königreich (OCC)   | 4 (13 Wo.)        | 13 Wo.         |

| ChartsJahrescharts (1978)    | Platzierung |
| ---------------------------- | ----------- |
| Deutschland (GfK)            | 24          |
| Schweiz (IFPI)               | 13          |
| Vereinigtes Königreich (OCC) | 48          |

### Auszeichnungen für Musikverkäufe
| Land/Region                  | Auszeichnungen für Musikverkäufe (Land/Region, Auszeichnung, Verkäufe) | Verkäufe |
| ---------------------------- | ---------------------------------------------------------------------- | -------- |
| Vereinigtes Königreich (BPI) | Silber                                                                 | 250.000  |
| Insgesamt                    | 1× Silber ·                                                            | 250.000  |

## Coverversionen
- 2006: Ohio Express (Album: The Best of 40 Years)[10]